# Вито д'Азио
Вѝто д'А̀зио (на италиански: Vito d'Asio; на фриулски: Vît, Вит) е община в Северна Италия, провинция Порденоне, автономен регион Фриули-Венеция Джулия. Разположена е на 320 m надморска височина. Населението на общината е 843 души (към 2010 г.).
 Административен център на общината е село Андуинс (Anduins).